# Musaranya cuaquadrada
La musaranya cuaquadrada (Sorex araneus), també anomenada morro de trompeta a la Catalunya del Nord pel seu musell allargat, és un petit mamífer (micromamífer) insectívor de la família dels sorícids que a la península Ibèrica només viu a Catalunya, en algunes poblacions dels Pirineus i serres properes. El límit meridional de la seva distribució es troba al Montseny.

## Descripció
La característica més distintiva d'aquesta musaranya és la cua: força llarga (fa aproximadament 2/3 de la longitud del cap més el cos), és de secció quadrangular a la base, d'això li ve el nom. No presenta pèls llargs esparsos entre els curts, ni tampoc una filera de pèls ventrals a la cua i als peus. Les orelles queden amagades entre el pelatge del cap, i les dents tenen les puntes vermelles.
El pelatge és curt, dens i molt suau. De color marró fosc pel dors, es pot aclarir lleugerament als flancs fins a adquirir un to avellana que enllaça amb el marró clar o gris de les parts ventrals. La transició gradual entre el pelatge dorsal i el ventral donen a l'animal un aspecte bicolor. La cua és de color marró fosc per la part superior i marró clar per la part de sota. En general, el pelatge mostra unes tonalitats més fosques a l'hivern que a l'estiu.
Dimensions corporals: cap + cos (6,9 - 8,4 cm) i cua (4,2 - 5,5 cm).
Pes: 6-15 g.

## Hàbitat
Preferentment boscos humits, on s'amaga entre la molsa i les herbes baixes. També se la pot trobar en pedruscalls i marges de pedra.

## Distribució
La musaranya cua-quadrada es troba distribuïda àmpliament per tota l'Europa central i oriental i Escandinàvia, arribant fins a l'Àsia central i Sibèria. Cap al Sud i l'occident d'Europa tendeix a quedar-se circumscrita a determinats llocs adients, separats entre si, com les Illes Britàniques o els Alps. El nucli pirinenc es troba bastant separat de la resta de la seva àrea de distribució i deuria quedar aïllat al final de la glaciació del Würm. Les poblacions pirinenques pertanyen a la subespècie S. a. pyrenaicus, que són una mica més petites i amb la cua i el peu posterior relativament més llargs que en les subespècies del centre d'Europa.

## Costums
Ix a cercar menjar preferentment a la nit, però també pot estar activa durant el dia. La seva dieta inclou cucs de terra i altres invertebrats subterranis, per això li cal excavar. Té una esperança de vida d'aproximadament 23 mesos.

## Subespècies
- alticola, Miller, 1901
- bergensis, Miller, 1909
- bohemicus, Stepanek, 1944
- bolkayi, Martino, 1930
- carpathicus, Barret-Hamilton, 1905
- castaneus, Jenys, 1838
- concinnus, Wagler, 1832
- csikii, Ehik,1928
- daubentonii, Cuvier, 1829
- eleonorae, Wettstein, 1927
- grantii, Barett-Hamilton i Hinton, 1913
- hermanni, Duvernoy, 1834
- huelleri, Lehmann, 1966
- ignotus, Fatio, 1905
- iochanseni, Ogniov, 1933
- labiosus, Jenys, 1839
- macrotrichus, de Sélys Longchamps, 1839
- marchicus, Passarge, 1984
- melanodon, Wagler, 1832
- mollis, Fatio, 1900
- nigra, Fatio, 1869
- novyensis, Schaefer, 1975
- nuda, Fatio, 1869
- pallidus, Fitzinger, 1868
- personatus, Millet, 1828
- petrovi, Martino, 1939
- peucinius, Thomas, 1913
- preussi, Matschie, 1893
- pulcher, Zalesky, 1937
- pyrenaicus, Miller, 1909
- pyrrhonota, Jentink, 1910
- quadricaudatus, Kerr, 1792
- rhinolophus, Wagler, 1832
- ryphaeus, Yudin, 1989
- sultanae, Simsek, 1986
- surinamensis, Gmelin, 1788
- tetragonorus, Hermann, 1780
- uralensis, Ogniov, 1933
- vulgaris, Nilsson, 1847
- wettsteini, Bauer, 1960

## Espècies semblants
La musaranya de Millet és molt semblant. Encara que el seu pelatge és tricolor, amb les franges del dors, els flancs i el ventre més o menys diferenciades, sovint cal mesurar caràcters de la dentició per determinar correctament als individus.
La musaranya menuda eurasiàtica té la cua relativament més llarga (equival a 3/4 parts del cap més el cos) i de secció circular a la base. És clarament més menuda, la planta del peu mesura menys de 12 mm i pesa menys de 6 g.